# Simfonia núm. 5 (Raff)
La Simfonia núm. 5 Lenore en mi major, op. 177, és una simfonia composta per Joachim Raff el 1872. Està inspirada en el poema Lenore (1773) de l'escriptor gòtic alemany Gottfried August Bürger.
Joachim Raff va arribar al zenit de la seva carrera i va aconseguir el cim de l'èxit com a compositor gràcies a l'enorme clamor del públic que va obtenir la seva Simfonia núm. 5, subtitulada Lenore. Ja amb anterioritat, la història d'amor de Lenore i Wilhelm havia estat portada al camp de la música, encara que en forma d'oratori, pel compositor txec Anton Reicha.
Raff era un compositor molt acostumat a treballar en la forma del poema simfònic, sobretot en la seva època com a secretari i orquestrador de Franz Liszt, i va veure en aquesta història en què una promesa d'amor és duta a terme més enllà de la mort, un projecte en el qual desenvolupar les seves enormes capacitats per a la composició, i assegurar-se encara més després de l'èxit de la seva Simfonia núm. 3, el favor no només del públic sinó també de la crítica musical més exigent. La simfonia va connectar ràpidament amb el sentiment popular, segurament perquè, i a diferència d'altres tantes obres inspirades en amors impossibles, els protagonistes d'aquesta, tant Lenore, una noia que viu en un poble, com Wilhelm, un simple soldat, van connectar amb la gent senzilla que s'hi va veure reflectida.
El tema de "Marxa Militar" que apareix en el tercer moviment va ser, amb una melodia enganxosa i cantabile, molt popular en el seu temps i fou arreglada per a tota mena de formacions, des del piano solo del saló fins a l'orguenet de carrer.

## Moviments
1. Allegro
2. Andante quasi larghetto
3. Marsch Tempo - Agitato
4. Allegro

Encara que estructurada en quatre moviments, aquesta cinquena simfonia de Raff es pot dividir de manera subjectiva en tres parts. La primera, englobaria els dos primers moviments, la segona el tercer moviment, i l'última el quart i final.
La primera part està dedicada enterament a l'amor de Wilhelm i Lenore i als pressentiments de separació. En el primer moviment titulat "La felicitat d'estar junts", el torrencial i impetuós tema inicial que simbolitza la felicitat dels amants contrasta amb un altre més ombrívol que representa l'amenaça de la guerra en què Wilhelm ha de participar en qualitat de soldat.
El segon moviment es titula "La nit abans de la partida". És un moviment lent amb una gran càrrega d'intimitat i sentimentalisme. Els amants es lliuren a promeses i confidències i és llavors quan el soldat li promet a Lenore que la vindrà a buscar passi el que passi.
La segona part, que consta del famós moviment amb el tema de la "marxa militar", representa la desfilada de la tropa que arriba al poble des de lluny. La marxa es deté per donar pas al tema de la separació simbolitzant que Wilhelm s'ha unit a la formació i Lenore s'ha quedat acomiadant-lo, i es reprèn altra vegada per a anar decreixent a mesura que la tropa es perd en la llunyania.
L'últim moviment, i última part subjectiva de l'obra, és el més complex: la música descriu el lament de Lenore davant l'absència perllongada del seu estimat, les xafarderies de les dones del poble i finalment es produeix la cavalcada en el cavall fantasmagòric (la música arriba a imitar els renills de l'animal) per concloure en un clima de serenitat mística que simbolitza l'arribada al més enllà, un tema que es difumina sense estridències i que s'anticipa en molts anys als famosos adagis de Gustav Mahler i en especial de la seva Tercera Simfonia.